# Nemzeti Bajnokság II 1918–1919
Nemzeti Bajnokság II 1918–1919 sau liga a doua maghiară sezonul 1918-1919, a fost al 15-lea sezon desfășurat în această competiție. Sezonul 1917–1918(de război) cel care a reînceput activitatea fotbalistică în țară nu e considerat unul oficial.

## Istoric și format
În sezonul 1918/19, 42 de echipe din cinci districte au intrat în campionatul ligii a doua. Districtul Ungariei de Vest a avut cei mai mulți participanți, 11 la număr, dar cel din Pesta nu a rămas în urmă cu cei 9 participanți. 
Dar bucuria a fost prematură, în octombrie, un colaps militar, o revoluție și o ocupație străină au făcut imposibil ca meciurile din campionat să aibă loc fără probleme. În mai multe districte, meciurile au fost anulate complet, în timp ce în celelalte au continuat într-o manieră restrânsă drastic – pentru o perioadă. Ocupațiile militare străine au exclus din campionat 14 dintre asociațiile înregistrate: 
- în nord, Losonci TK, Ruttkai TC, Komáromi FC,
- în Transilvania cele patru echipe din Cluj,
- în sud AS Arad, ASM Arad, Chinezul Timișoara, AS Subotica, CA Bácska Subotica, ASM Subotica și AG Subotica.

Cluburile au reușit să termine turul de toamnă doar în seriile Pestvidéki(Pesta) și Déli(Sud), primăvara nu au jucat nici aici, nici în celelalte serii din mediul rural din cauza condițiilor haotice. Doar seria urbană Budapesta a terminat sezonul ligii a doua.

## Districtul de Sud
Campionatul Districtului de Sud s-a desfășurat din nou în două serii. În ambele locuri, raportul de putere s-a schimbat considerabil și s-au inaugurat noi campioni de serie.
Din cauza situației politice, nu au jucat sezonul de primăvară.
| Poz | Echipă                   | Pld | W | D | L | GF | GA | GD | Pct |
| --- | ------------------------ | --- | - | - | - | -- | -- | -- | --- |
| 1   | AMEFA Arad               | 3   | 3 | 0 | 0 | =  | =  | =  | 6   |
| 2   | AS Chinezul CF Timișoara | 3   | 2 | 0 | 1 | =  | =  | =  | 4   |
| 3   | CA Seghedin              | 3   | 1 | 0 | 2 | =  | =  | =  | 2   |
| 4   | AS Arad                  | 3   | 0 | 0 | 3 | =  | =  | =  | 0   |

### Finala districtuală
Din păcate, nu a mai fost posibil să se organizeze finala raională.

## Districtul Transilvaniei
Cluburile au reușit să termine etapele de toamnă doar în districtele Pesta și de Sud, primăvara nu au jucat nici acolo, nici în alte districte din mediul rural din cauza condițiilor haotice.
| Poz | Echipă                   | Pld | W | D | L | GF | GA | GD | Pct |
| --- | ------------------------ | --- | - | - | - | -- | -- | -- | --- |
| 1   | CA Cluj                  | -   | - | - | - | -  | -  | -  | -   |
| 2   | CG Cluj/KTC              | -   | - | - | - | -  | -  | -  | -   |
| 3   | CA Universitar Cluj/KEAK | -   | - | - | - | -  | -  | -  | -   |
| 4   | ASM Cluj                 | -   | - | - | - | -  | -  | -  | -   |

Se cunoaște un singur rezultat al sezonului:
05.10.1918 Cluj AC – Cluj TC 2:1
Surse:
Dr. János Földessy: "Fotbalul maghiar și MLSz 1897 - 1925."
"Anuarul de fotbal." Editat de Vilmos Gyimes. 1919
"Anuarul fotbalului maghiar pentru 1919/20." pe an
"Ziar sportiv." 1918, 1919

## Pentru titlul de „Cea mai bună echipă rurală”
Nici anul acesta nu s-a desfășurat turneul campioanelor rurale.

## Vezi și
- Prima ligă maghiară
- Liga a 2-a maghiară